# Clonostachys rosea
Clonóstachys rósea (лат.) — вид аскомицетовых грибов, относящийся к роду Clonostachys семейства Bionectriaceae. Ранее это название относилось только к анаморфной стадии гриба, а телеоморфа именовалась Bionéctria ochroléuca. Нередко включался в состав рода глиокладий (Gliocladium) как Gliocládium róseum (глиокла́дий ро́зовый).

## Описание
Колонии на 7-е сутки до 3,5—4,5 см в диаметре. Реверс на овсяном агаре (OA) желтовато-белый, светло-жёлтый, затем оранжеватый или коричневатый, при культивировании на свету светло-оранжевый до оранжево-красного, с выделяемым в среду жёлтым растворимым пигментом. Воздушный мицелий обильный, войлочный или пушистый, образующий синнемы, наиболее выраженные в центральной части колоний. На картофельно-декстрозном агаре (PDA) синнемы хорошо оформленные, прямостоячие, спороношение менее обильное.
Конидиеносцы двух типов. Первичные конидиеносцы Verticillium-типа — с мутовчато расположенными фиалидами, на концах несущими слизистые головки конидий. Образуются на гифых субстратного мицелия, по всей колонии, наиболее обильны в её краевой зоне. Ножки их 70—200 мкм длиной и 3,5—5,5 мкм толщиной в основании, разветвлённая часть 30—120 мкм длиной. Фиалиды по 2—5 в мутовке (нижние — иногда одиночные), растопыренные, прямые, несколько утончающиеся к верхушке, 23—31 мкм длиной. Вторичные конидиеносцы — двух- — четырёхъярусные кисточки с прижатыми веточками и фиалидами (иногда веточки первого порядка расходящиеся). Ножка 60—110 мкм длиной, кисточка 30—60 мкм длиной. Фиалиды иногда несколько изогнутые, слабо фляговидные, 10,5—14,5 × 2,5—2,3 мкм. Интеркалярные фиалиды редки. Конидии на первичных конидиеносцах почти прямые, 7,5—9 × 2,5—4 мкм. Конидии на вторичных конидиеносцах несколько изогнутые, с одного боку плоские, 4,5—6 × 2,5—3 мкм, в длинных слизистых колонках, иногда сливающихся в единую слизистую массу.
Перитеции образуются на развитой строме, редко прямо на мицелии, как правило, из аскоспоровых (очень редко — из конидиальных) культур. Аски узкобулавовидные, 49—57 × 6,5—7,5 мкм, восьмиспоровые. Аскоспоры двуклеточные, обычно шиповатые, 9,4—10,8 × 3—3,6 мкм.

## Экология и значение
Телеоморфа широко распространена в тропических регионах, анаморфа часто встречается в тропических и умеренных регионах.
Встречается в почве, на разлагающейся древесине, на плодовых телах грибов, в качестве паразита нематод, клещей, миксомицетов.
Используется в качестве агента биологического контроля фитопатогенных грибов.

## Таксономия
Clonostachys rosea (Link) Schroers, Samuels, Seifert & W.Gams, Mycologia 91: 369 (1999). — Penicillium roseum Link, Mag. Ges. Naturf. Fr. Berl. 8: 37 (1816). — Clonostachys araucaria Corda, Pracht-Fl. Eur. Schimmelbild.: tab. 15 (1839).

### Синонимы
- Bionectria aureofulva (Cooke & Ellis) Schroers & Samuels, 1997
- Bionectria ochroleuca (Schwein.) Schroers & Samuels, 1997
- Clonostachyopsis populi (Harz) Höhn., 1907
- Clonostachys araucaria Corda, 1839typus
- Clonostachys araucaria var. compacta Preuss, 1852
- Clonostachys araucaria var. confusa Pinkerton, 1936, nom. nov.
- Clonostachys araucaria var. rosea Preuss, 1852
- Clonostachys gneti Oudem., 1890
- Clonostachys populi Harz, 1872
- Clonostachys populi var. aesculi Oudem., 1904
- Dendrodochium densipes Sacc. & Ellis, 1888
- Dendrodochium rubellum var. macrosporum Sacc., 1882
- Dendrodochium strictum D.Sacc., 1896
- Isaria clonostachyoides F.J.Pritch. & Porte, 1922
- Gliocladium aureum Rader, 1928
- Gliocladium cholodnyi Pidopl., 1930
- Gliocladium roseum Bainier, 1907
- Gliocladium roseum (Link) Thom, 1910, nom. illeg.
- Gliocladium verticillioides Pidopl., 1930
- Nectria aureofulva Cooke & Ellis, 1878
- Nectria gliocladioides Smalley & H.N.Hansen, 1957
- Oospora rosea (Preuss) Sacc. & Voglino, 1886
- Penicillium roseum Link, 1816basionym
- Sphaeria ochroleuca Schwein., 1834
- Stachylidium araucarium (Corda) Bonord., 1851
- Torula rosea Preuss, 1848
- Verticillium epimyces Berk. & Broome, 1851
- Verticillium foexii J.F.H.Beyma, 1928
- Verticillium intertextum I.Isaac & R.R.Davies, 1955
- Verticillium pulverulentum Gouw., 1924
- Verticillium stigmatellum Berk. & M.A.Curtis, 1875